# Carvide
Carvide é uma povoação portuguesa do Município de Leiria que foi sede da extinta Freguesia de Carvide, que tinha 12,31 km² de área e 2 820 habitantes (2011), e, por isso, uma densidade populacional de 227,6 hab/km².
A Freguesia de Carvide foi extinta em 2013, no âmbito de uma reforma administrativa nacional, para, em conjunto com a Freguesia de Monte Real formar uma nova freguesia denominada União das Freguesias de Monte Real e Carvide com sede em Monte Real.

## História
Carvide é uma terra antiquíssima, havendo notícias de que no início do século XIII já existia uma capela consagrada a S. Lourenço, orago da freguesia. A povoação esteve integrada até 1512 na freguesia de S. Tiago do Arrabalde de Leiria, passando, em seguida, a fazer parte de Monte Real, o que se verificou até 1632, altura em que Carvide passou a ser sede de uma nova freguesia. O seu território é banhado pelo rio Lis, que sempre teve grande influência no desenvolvimento económico e social da freguesia, de tal modo que, para além do mais, os terrenos ribeirinhos foram outrora o maior celeiro de milho do concelho (atual município) de Leiria. Na povoação existem dois templos que permitem ao povo a realização dos seus atos de culto, como sejam a igreja paroquial, erigida em 1897 e a Capela dos Moinhos. Esta, é de construção antiga, sabendo-se já da sua existência em 1810, tendo sido objeto de remodelação durante o século XX.

## População
| População da freguesia de Carvide | População da freguesia de Carvide | População da freguesia de Carvide | População da freguesia de Carvide | População da freguesia de Carvide | População da freguesia de Carvide | População da freguesia de Carvide | População da freguesia de Carvide | População da freguesia de Carvide | População da freguesia de Carvide | População da freguesia de Carvide | População da freguesia de Carvide | População da freguesia de Carvide | População da freguesia de Carvide | População da freguesia de Carvide |
| --------------------------------- | --------------------------------- | --------------------------------- | --------------------------------- | --------------------------------- | --------------------------------- | --------------------------------- | --------------------------------- | --------------------------------- | --------------------------------- | --------------------------------- | --------------------------------- | --------------------------------- | --------------------------------- | --------------------------------- |
| 1864                              | 1878                              | 1890                              | 1900                              | 1911                              | 1920                              | 1930                              | 1940                              | 1950                              | 1960                              | 1970                              | 1981                              | 1991                              | 2001                              | 2011                              |
| 1 352                             | 1 415                             | 1 756                             | 1 798                             | 1 978                             | 2 354                             | 2 006                             | 2 831                             | 2 542                             | 2 808                             | 2 499                             | 2 494                             | 2 352                             | 2 913                             | 2 820                             |

### Evolução Populacional
Registos paroquiais indicam que antes das invasões francesas, e 1812. Em 1732 a freguesia de Carvide tinha 1.250 habitantes, tendo vindo sempre a aumentar, sendo cerca de 2494 em 1981 e em 2001 contaram-se 2.913 habitantes.

## Enquadramento Geográfico
A antiga freguesia de Carvide ocupa uma área de cerca de 12,5 Km2 a oeste do Município de Leiria confrontando a oeste com Carreira, a sul com Monte Real e a norte e a oeste com Vieira de Leiria. Fica enquadrada de forma aproximada pelos paralelos 39º49’ e 39º52’ Norte e pelos meridianos 8º52’ e 8º55’ Oeste.

## Enquadramento histórico
No ano de 1632 foi desanexada da paróquia de Monte Real, a paróquia de Carvide cujo padroeiro é S.Lourenço, por haver desde 1592 uma ermida da invocação ao mesmo Santo. A população ficou de pagar ao cura um alqueire de trigo cada um, os viúvos e viúvas meio alqueire como prestar toda a ajuda nas casas do cura, na Igreja, capela e sacristia. Pertenceu ao concelho (atual município) da Marinha Grande, por decreto de 6 de Novembro de 1836, entretanto revogado em 1838.

## Património Histórico e Cultural
- Igreja Matriz resultante de sucessivas obras de restauração e ampliação da capela da ermida erigida a S. Lourenço. Tem altar mor em estilo renascença e dois alteres laterais, com sacristias e valiosa imagens de S. Lourenço, Santo António e S. João Baptista, entre outras. Do lado direito, no seu frontespício, ergue-se a fonte sineira com um relógio público desde 1934.
- Capela dos Moinhos.
- Outros Locais:
  - Moinhos movidos a água
  - Porto da Cepa na margem esquerda do rio Lis

## Eventos Culturais
Festas populares e religiosas
- Santo António (Agosto)
- S. Lourenço (2.º dom. de Agosto)
- N. Senhora Santo António (25 de Dezembro)

## Atividades económicas
Agricultura, pecuária, comércio, serviços, transformação de madeira, indústria de mobiliário, construção civil, panificação, metalomecânica e serralharia.

## Gastronomia
Fumeiro e torresmos

## Associações de Carvide
- Clube Recreativo de Carvide
- Trilhos do Liz
- Grupo de Teatro de Carvide
- Centro Recreativo Moinhos de Carvide
- Escuteiros Agrupamento 1136 de Carvide
- Clube de caça e pesca Carvidense
- Centro de Assistencia Paroquial de Carvide
- Clube Recreativo Outeirense
- Clube Recreativo Lameiro
- Associação Pig's on Spetayde
- Academia Sénior

Existem também as Velhas Guardas de Carvide (velhasguardascarvide.blogspot.com) fundadas em 2008, destinadas a promover o futebol sénior. Elevando dessa forma o brasão da freguesia por inúmeros locais onde praticam a sua atividade. Reúnem-se na sede do Clube Recreativo de Carvide onde treinam todas as quartas-feiras, na preparação para os jogos quinzenais.

## Lugares
A freguesia de Carvide é composta pelos seguintes lugares: 
- Outeiro da Fonte
- Carvide
- Gandara de Além
- Gandara de Aquém
- Moinhos
- Água Formosa
- Boço
- Granja
- Casal de Baixo[7]
- Junqueiros[8]
- Loureiros[9]
- Porto da Cêpa
- Lameiro
- Carpalho
- Brejo
- Pedrulheira